# Litoria longicrus
Espèce
Synonymes
- Hylella longicrus Boulenger, 1911

Statut de conservation UICN

 DD  : Données insuffisantes
Litoria longicrus est une espèce d'amphibiens de la famille des Pelodryadidae.

## Répartition
Cette espèce est endémique de Nouvelle-Guinée. Elle se rencontre jusqu'à environ 1 000 m d'altitude :
- en Indonésie dans la péninsule de Doberai dans la province de Papouasie occidentale ;
- en Papouasie-Nouvelle-Guinée dans les Star mountains.

## Description
La femelle holotype mesure 33 mm.

## Publication originale
- Boulenger, 1911 : Descriptions of three new tree frogs discovered by Mr. AE Pratt in Dutch New Guinea. Annals and Magazine of Natural History, sér. 8, vol. 8, p. 55–56 (texte intégral).